# Wienerfilharmonikernas nyårskonsert 1960
Wienerfilharmonikernas nyårskonsert 1960 räknas som den 20:e nyårskonserten från Wien och ägde rum den 1 januari 1960 i Wiens Musikverein. Den dirigerades för sjätte gången av Willi Boskovsky. Det var den andra nyårskonserten vars 2:a del sändes på TV, och redan från början som en Eurovision-sändning.

## Historia
Strikt räknat var det Wienerfilharmonikernas 15:e nyårskonsert, eftersom det inte var förrän 1946 som Josef Krips introducerade denna titel, som behölls 1947 och därefter. Dessutom var det den 21:e Årsskifteskonserten, för vid årsskiftet 1939/40 gavs det en Außerordentliches Konzert (extraordinär konsert) av Wienerfilharmonikerna, som dock ägde rum på nyårsafton 1939. Från 1941 dirigerades den av Clemens Krauss, med undantag för åren 1946 och 1947 då Krauss förbjöds att dirigera på grund av sin närhet till nazistregimen och ersattes av Josef Krips.
Efter Clemens Krauss död 1954 valdes Willi Boskovsky enhälligt av orkestermedlemmarna till positionen som permanent dirigent för Nyårskonserten, som han dirigerade för första gången 1955 (och fram till 1979). Willi Boskovsky är ihågkommen för att han dirigerade om inte hela, så åtminstone stora delar av konserten (mestadels valserna), med violinstråken och fiolen vilande på höften och upprepade gånger med sitt fiolspel förmådde orkestern att anamma hans speciella spelstil
förde den till hakan för att överföra sin egen violinrelaterade fart till orkestern.
För andra året i rad sändes den andra delen av nyårskonserten på TV. Det var ett Eurovision-program gemensamt producerat av österrikiska ORF och schweizisk TV. Förutom i Österrike sändes programmet i Belgien, Västtyskland, Danmark, Frankrike, Storbritannien, Italien, Nederländerna, Sverige och Schweiz. Nya länder 1960 var Finland och Norge.

## Program
Programmet innehöll endast verk som redan hade varit en del av Wienerfilharmonikernas tidigare nyårskonserter.

### 1:a delen
- Johann Strauss den yngre: Künstlerleben, vals, op. 316
- Josef Strauss: Heiterer Muth, Polka française, op. 281
- Josef Strauss: Delirien, vals, op. 212
- Johann Strauss den yngre: L'Enfantillage-Polka, Polka française (Zäpperl-Polka), op. 202
- Johann Strauss den yngre: Wo die Citronen blüh’n, vals, op. 364

### 2:a delen
- Johann Strauss den yngre: Ouvertyr till operetten Der Zigeunerbaron
- Josef Strauss: Transactionen, vals, op. 184
- Josef Strauss: Ohne Sorgen, Polka schnell, op. 278
- Johann Strauss den yngre: Neue Pizzicato-Polka, op. 449
- Johann Strauss den yngre: Wiener Blut, vals, op. 354
- Johann Strauss den yngre: Egyptischer Marsch, op. 335
- Johann Strauss den yngre: Csárdás ur operan Ritter Pásmán, op. 441

### Extrannummer
- Johann Strauss den yngre: Auf der Jagd, Schnell-Polka (sic), op. 332
- Johann Strauss den yngre: An der schönen blauen Donau, vals, op. 314
- Johann Strauss den äldre: Radetzkymarsch, op. 228

Verkförteckningen och verkens ordning finns på Wienerfilharmonikernas webbplats.